# Campionati del mondo di ciclismo su strada 1923
I Campionati del mondo di ciclismo su strada 1923 si disputarono a Zurigo in Svizzera il 25 agosto.
Fu assegnato il titolo Uomini Dilettanti, gara di 188,000 km.

## Medagliere
| Pos.   | Nazione  | Oro | Argento | Bronzo | Totale |
| ------ | -------- | --- | ------- | ------ | ------ |
| 1      | Italia   | 1   | 0       | 0      | 1      |
| 2      | Svizzera | 0   | 1       | 1      | 2      |
| Totale | Totale   | 1   | 1       | 1      | 3      |

## Sommario degli eventi
| Eventi                 | Oro                    | Tempo | Argento                      | Tempo | Bronzo                   | Tempo |
| Uomini Dilettanti      |                        |       |                              |       |                          |       |
| Gara in linea dettagli | Libero Ferrario Italia | 5h25' | Othmar Eichenberger Svizzera | ?     | Georges Antenen Svizzera | ?     |